# 小野優美子
小野 優美子（おの ゆみこ、1984年5月26日 - ）は、日本の元女子バレーボール選手。

## 来歴
岐阜県養老町出身。小学校1年からバレーボールを始める。大垣商業高校を経てシーガルズに入団。2009年6月、現役引退が発表された。

## プレースタイル
- 主にリベロとして出場。自身では地肩の強さを活かした弾丸サーブを得意技として挙げている。

## 球歴
- 岡山国体成年女子バレー9人制準優勝

- のじぎく兵庫国体成年女子バレー6人制優勝

## 所属チーム
- 養北小（養北少年団）
- 高田中
- 大垣商業高校
- シーガルズ/岡山シーガルズ（2003-2009年）